# Raimund Warta
Raimund August Warta (* 17. Juni 1905 in Wien; † 2. September 1986 in Hall in Tirol) war ein österreichischer Schauspieler bei Bühne und Film, sowie ein Filmeditor und Drehbuchautor.

## Leben und Wirken
Warta war ein Sohn des Fotografen Raimund Warta und seiner Gattin Klara, geb. Schwarzbach. Nachdem er in der zweiten Hälfte der 1920er Jahre seine künstlerische Ausbildung zum Schauspieler erhalten hatte, debütierte er zum Ende desselben Jahrzehnts an der Bühne. Seine frühen Verpflichtungen führten ihn in die deutschsprachige, ehemalige k.u.k.-Provinz, wo man ihn bis in die frühen 1930er Jahre an Theatern unter anderem in Bielitz, Salzburg und Gablonz sehen konnte. In Deutschland angekommen, trat Raimund Warta 1935/36 kurz hintereinander mit kleinen Rollen auch in hiesigen Filmen auf.
Zum Ende desselben Jahrzehnts nahm Warta einen Berufswechsel vor und wurde zum Schnittmeister ausgebildet. Bis Kriegsbeginn 1939 schnitt er für die Wien-Film mehrere Kurzfilme, aber auch Tonfassungen ausländischer Filme wie dem italienischen Spielfilm Komteß von Parma (1937). Seit Anfang 1937 Mitglied der SS, war er ab 1939 in der Lagerverwaltung im KZ Mauthausen stationiert. Für die Deutsche Wochenschau fertigte Warta mit Adi Mayer 1943 eine zwölfminütige Dokumentation über Europas Kunstschüler in Wien, so der Titel, an. Nach dem Krieg blieb Warta dem nunmehr wieder österreichisch gewordenen Kino verbunden und war für den Filmschnitt einiger minder bedeutender Produktionen verantwortlich. Darüber hinaus war er am Drehbuch des Sensationsfilms Die Todesarena beteiligt und diente 1954 als Regieassistent bei Sonne über der Adria. Danach ist er beruflich nicht mehr nachweisbar.
Raimund Warta war ab 1931 mit Karoline „Lilli“ Molitor verheiratet. Er starb 1986 in Hall in Tirol.

## Filmografie
- 1935: Der Dschungel ruft (Filmrolle)
- 1936: Savoy-Hotel 217 (Filmrolle)
- 1936: Schabernack (Filmrolle)
- 1939: Fristlos entlassen (Kurzfilm, Schnitt)
- 1939: Ein Bombengeschäft (Kurzfilm, Schnitt)
- 1939: Schwarz gegen blond (Kurzfilm, Schnitt)
- 1943: Europas Kunstschüler in Wien (Kurzfilm, Co-Regie)
- 1949: Wilderernacht (Liebesprobe, Schnitt)
- 1951: Schwindel im Dreivierteltakt (Schnitt)
- 1952: Der Sonnblick ruft (Schnitt)
- 1952: Die Wirtin von Maria Wörth (Schnitt)
- 1953: Die Todesarena (Co-Drehbuch, Schnitt)
- 1955: Geheimnis einer Ärztin (Schnitt)
- 1955: Seine Tochter ist der Peter (Schnitt)
- 1958: Sinn im Sinnlosen (Kurzfilm, Schnitt)